# 3 de l'Unicorn
3 de l'Unicorn (3 Monocerotis) és un estel a la constel·lació de l'Unicorn, de magnitud aparent +4,94. D'acord amb la nova reducció de dades del satèl·lit Hipparcos, la paral·laxi corregida de 3 Monocerotis és de 4,20 ± 0,56 mil·lisegons d'arc, cosa que la situa a una distància aproximada de 769 anys llum (236 parsecs) respecte al sistema solar.

## Característiques
3 de l'Unicorn és un gegant blau de tipus B5III. Té una temperatura efectiva de 16.258 ± 213 K i la seva lluminositat bolomètrica és 1.858 vegades major que la lluminositat solar. El seu radi, calculat de manera indirecta, és 4,5 vegades més gran que el del Sol. Gira sobre si mateix amb una velocitat de rotació projectada —límit inferior de la mateixa— entre 45 i 60 km/s. Encara que és un estel massiu de 5,85 masses solars, la seva massa queda clarament per sota del límit a partir del que els estels finalitzen la seva vida esclatant com a supernoves.
3 de l'Unicorn té una company estel·lar de magnitud +8,25 la separació visual de la qual amb ella és de 1,99 segons d'arc. La separació real entre elles és d'almenys 470 ua.